# Chlamydotis
Genre
Le genre Chlamydotis comprend deux espèces d'oiseau appartenant à la famille des Otididae.

## Liste des espèces
D'après la classification de référence (version 7.1, 2017) du Congrès ornithologique international (ordre phylogénique), ce genre comprend deux espèces :
- Chlamydotis undulata – Outarde houbara
- Chlamydotis macqueenii – Outarde de Macqueen